# Сурское сельское поселение
Су́рское се́льское поселе́ние или муниципальное образование «Сурское» — муниципальное образование со статусом сельского поселения в Пинежском муниципальном районе Архангельской области России.
Соответствует административно-территориальной единице в Пинежском районе — Сурскому сельсовету.
Административный центр — село Сура.

## География
Сурское сельское поселение находится в центре Пинежского муниципального района. Главные реки поселения: Пинега, Сура, Мысовая (Поганца), Шуйга.

## История
Муниципальное образование было образовано в 2006 году.
В 1935 году Поганецкий сельсовет Карпогорского района Северного края был переименован в Городецкий сельсовет. В 1954 году Городецкий сельсовет Карпогорского района Архангельской области был присоединён к Сурскому сельсовету.

## Население
| 2010  | 2011  | 2012  | 2013  | 2014  | 2015  | 2016  | 2017  | 2018  |
| ----- | ----- | ----- | ----- | ----- | ----- | ----- | ----- | ----- |
| 1800  | ↘1792 | ↘1749 | ↘1690 | ↗1714 | ↘1616 | ↘1545 | ↘1455 | ↘1421 |
| 2019  | 2020  | 2021  | 2023  |       |       |       |       |       |
| ↘1399 | ↘1329 | ↗1593 | ↘1535 |       |       |       |       |       |

## Состав сельского поселения
В состав сельского поселения входят населённые пункты:
| №  | Населённый пункт | Тип населённого пункта       | Население |
| -- | ---------------- | ---------------------------- | --------- |
| 1  | Гора             | деревня                      | →13       |
| 2  | Городецк         | деревня                      | →313      |
| 3  | Горушка          | деревня                      | →13       |
| 4  | Засурье          | деревня                      | →32       |
| 5  | Марково          | деревня                      | ↗1        |
| 6  | Оксовица         | деревня                      | →5        |
| 7  | Осаново          | деревня                      | →0        |
| 8  | Остров           | деревня                      | →95       |
| 9  | Пахурово         | деревня                      | →75       |
| 10 | Пимбера          | деревня                      | ↗3        |
| 11 | Прилук           | деревня                      | →22       |
| 12 | Слуда            | деревня                      | →9        |
| 13 | Сура             | село, административный центр | ↗946      |
| 14 | Холм             | деревня                      | →21       |
| 15 | Шуйга            | посёлок                      | →472      |
| 16 | Шуломень         | деревня                      | →3        |